# Uroš Rojko
Uroš Rojko (* 9. September 1954 in Ljubljana) ist ein slowenischer Komponist und Klarinettist.

## Leben
Uroš Rojko studierte in Ljubljana Klarinette und bei Uroš Krek Komposition, ferner von 1983 bis 1986 Komposition bei Klaus Huber in Freiburg und von 1986 bis 1989 in Hamburg bei György Ligeti. Er gewann zahlreiche internationale Preise und schrieb Auftragskompositionen, unter anderem für die Donaueschinger Musiktage (1988), für Radio France, Paris (1999, im Auftrag des Ensemble Les Percussions de Strasbourg), für die Bayerische Staatsoper (2003), für die Slowenische Philharmonie (2004, 2013) sowie 2008 für das Sinfonieorchester des Slowenischen Rundfunks (EBU-Konzert in Ljubljana).
Rojko verfasst Kompositionen für Orchestermusik, Kammermusik, Choralmusik, Solo-Instrumente sowie Elektroakustische Musik. Seine Werke wurden von bekannten Musikern, zum Beispiel von Stefan Hussong oder (1986 in Mailand) vom Arditti Quartett aufgeführt. Sie erhielten Aufführungen unter anderem im Wiener Konzerthaus (2001), bei der Eröffnung der Slowenischen Musiktage (2004) und waren sieben Mal bei den ISCM Weltmusiktagen vertreten, unter anderem 1988 in Hong Kong, 1990 in Oslo, 1994 in Stockholm, 1999 in Bukarest, 2004 in Basel, 2006 in Stuttgart, 2008 in Vilnius, 2011 in Zagreb.
Die Musikzeitschrift „Klassik heute“ nannte Uroš Rojko „eine Ausnahmeerscheinung in der heutigen Landschaft neuer Musik“ und meinte, es wäre nicht verwunderlich, „daß ihm seit Jahren eine kleine Gruppe zur Seite steht – etwa Stefan Hussong, John Edward Kelly oder Bojan Gorisek, die überzeugt und begeistert für sein Werk kämpfen“ und schrieb weiter, seine Kammermusik zu spielen und zu hören, lohne sich gleichermaßen. Das „Fono Forum“ bezeichnete seine Kammermusik als „Hochspannung zwischen schroffer Expressivität und sensibler Klang-Kommunikation am Rande der Stille“.
Rojko ist seit 1995 Professor für Komposition an der Musikakademie Ljubljana (Slowenien).

## Zitat
„Jedes Stück ist für mich eine Herausforderung, ein Abenteuer, das aus Zweifel und Begeisterung besteht; Zweifel daran, ob ich es je zu Ende bringen kann, Begeisterung über jede kleine Entdeckung, die das Selbstvertrauen erweckt und bestätigt, dass es sich gelohnt hat, damit anzufangen […]“

## Auszeichnungen und Stipendien
- 1983: Alpe-Adria Kompositionspreis (Linz)
- 1984: Förderpreis der Stadt Stuttgart
- 1985: Alban Berg Kompositionspreis (Wien)
- 1985: Premio Europa (Rom)
- 1985–1987: Stipendium des DAAD
- 1986: Kompositionspreis der Stiftung Gaudeamus
- 1987: Kompositionspreis Musikprotokoll (Graz)
- 1988: Kulturpreis der Prešeren-Stiftung (Slowenien)
- 1990: Arbeitsstipendium der Heinrich Strobel Stiftung des SWR Baden-Baden
- 1991: Wiener Internationaler Kompositionspreis
- 1993–1994: Stipendium Künstlerhof Schreyahn
- 2000: Arbeitsstipendium der Heinrich Strobel Stiftung des SWR Baden-Baden
- 2001: Kompositionspreis Deutscher Chorwettbewerb des Deutschen Musikrats (Bonn)
- 2003: Kompositionspreis des Kulturministeriums Sloweniens (Ljubljana)
- 2009: Composer in Residence London
- 2012: Zupancic Kulturpreis der Stadt Ljubljana, Slowenien

## Notenbücher und Musikdrucke
- Meteor. Verlag Neue Musik, Berlin 2007, ISBN 978-3-7333-0436-2
- Krog. Edition Wunn, Werneck-Essleben 2006
- Genug. Edition Wunn, Werneck-Essleben 2006
- Evocation. Edition Wunn, Werneck-Essleben 2005
- Dice song. Edition Wunn, Werneck-Essleben 2004
- Molitve. Edition Wunn, Werneck-Essleben 2004
- Vox. Edition Wunn, Werneck-Essleben 2002
- Fünf Tangos. Verlag Neue Musik, Berlin 2002. ISBN 3-7333-0239-7
- Elegia für Akkordeon solo oder für Viola und Akkordeon oder für Kontrabass und Akkordeon. Verlag Neue Musik, Berlin 2001, ISBN 3-7333-0145-5
- Bagatellen für Klavier und Akkordeon. Verlag Neue Musik, Berlin 1996
- Sinfonia concertante (1992–93). G. Ricordi & Co. Bühnen- und Musikverlag, München
- Ottoki. G. Ricordi & Co. Bühnen- und Musikverlag, München 1990
- Streichquartett Nr. 1. G. Ricordi & Co. Bühnen- und Musikverlag, München 1990
- Music for twelve. G. Ricordi & Co. Bühnen- und Musikverlag, München 1987
- Inner voices. G. Ricordi & Co. Bühnen- und Musikverlag, München

## Tonträger
- SPIN – Dimetrik plays Rojko. Telos Music records. 2007
- Caprichos Goyescos Vol. 1. MDG. 2005
- Hudba Hudbicka. With Composers of Our Time. Slowind Festival 2004. 2005
- Cum Grano Salis. Ambitus. 2004
- Tomas Marcic. Coda. 2003
- Klara Tomljanovic – Luna, Acqua e Chiara. Sazas. 2002
- Uros Rojko – Inner Voices. Portraits of Slovenian Composers. 2001
- The Art of Walking. Soundtrack of the performance “The Perfect Step?” EN-KNAP dance company. 2001
- Uros Rojko – Chamber Music. Col Legno. 1999
- Revoluçionario. Thorofon. 1995
- Tango Fantasy. Denon. 1995
- Couleurs. Hohner Records. 1995
- Uros Rojko – Kammermusik. Ars Musici. 1995